# كيته زايدل
كيته زايدل (بالألمانية: Käthe Seidel)‏ هي عالمة نبات ألمانية، ولدت في 1907 في Frankenstein, Saxony ‏ في ألمانيا، وتوفيت في 1990 في كريفلد في ألمانيا.